# Karol Szczeklik
Karol Szczeklik (ur. 26 września 1864 w Pilźnie, zm. 29 września 1908) – polski ksiądz katolicki. Wykładowca Seminarium Duchownego w Tarnowie. Autor licznych prac i podręczników.
Urodził się w 1864 roku w Pilźnie. Po ukończeniu Gimnazjum w Tarnowie wstąpił do Seminarium Duchownego w Tarnowie. Jako ksiądz podjął początkowo pracę w Łękach Górnych. Później udał się do Wiednia na studia, z których wrócił z tytułem doktora. Podjął pracę wykładowcy w Seminarium Duchownym w Tarnowie, w którym wcześniej studiował. Wykładał teologie moralną. Później odbył podróż po Europie, zwiedzając Włochy, Francję i Szwajcarię. Po powrocie założył Kółko Teologiczne dla księży.
Był autorem podręcznika „Etyka Katolicka”, broszur „Znaczenie pracy w świetle wiary”, „Etyka niezależna i nowoczesny ruch etyczny”, „O celu człowieka i dobru moralnemu”. Planował objąć katedrę teologii moralnej na Uniwersytecie Jagiellońskim, ale uniemożliwiła mu to przedwczesna śmierć. Po śmierci opublikowano napisaną przez niego monografię „Pilzno i Pilźnianie”, która stanowi źródło materiałów historycznych o Pilźnie. W swojej pracy walczył z alkoholizmem, propagował opiekę nad dziećmi, założył Towarzystwo „Jutrzenka”. Wysunął projekt uczczenia Sebastiana Petrycego tablicą pamiątkową w kościele parafialnym.